# Karabinierzy (1863)

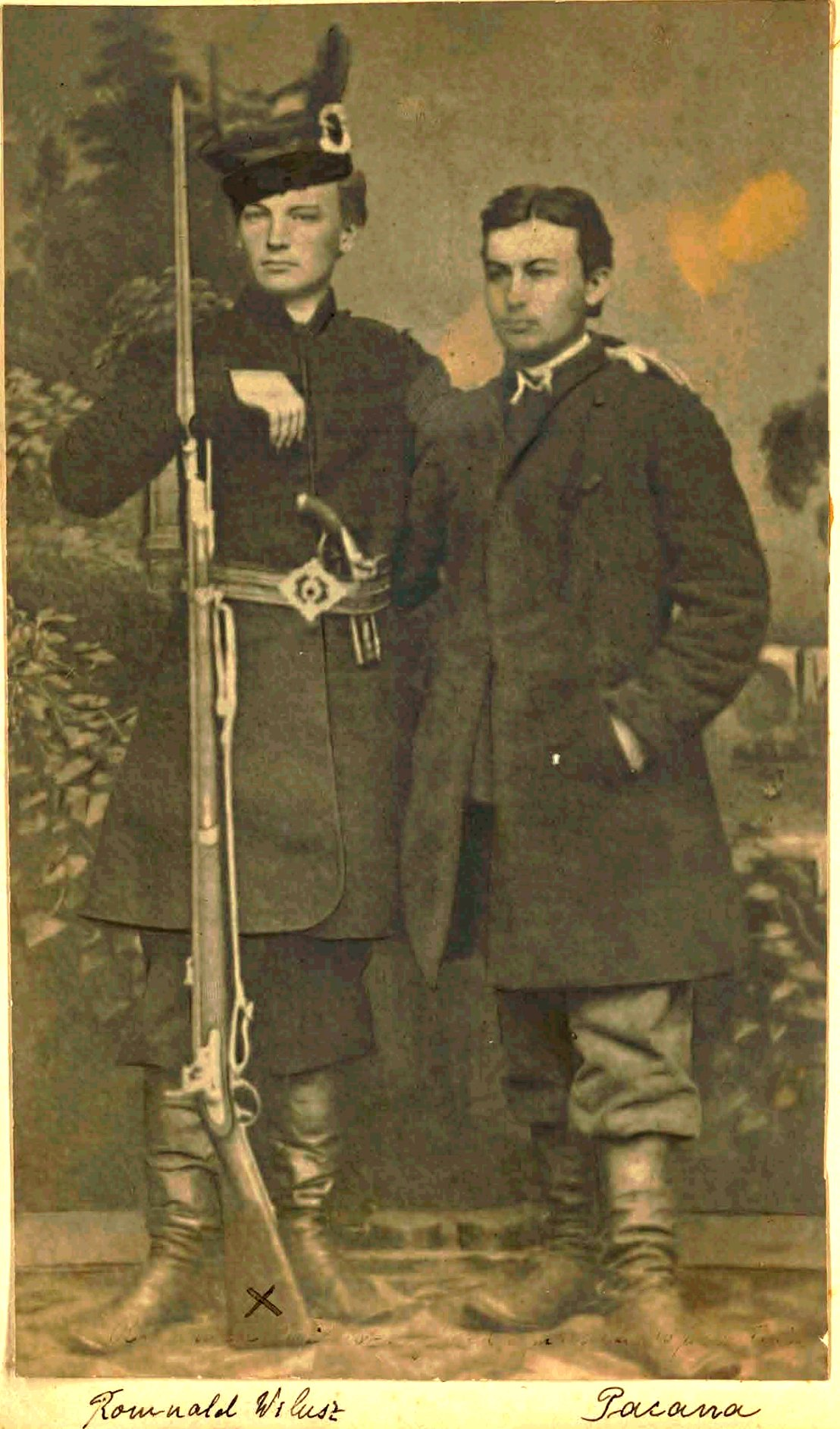
Romuald Wilusz – powstaniec styczniowy 1863 z karabinem Lorenz M1854

Karabinierzy (1863) – formacja strzelecka w powstaniu styczniowym, w której żołnierze uzbrojeni byli w broń palną gwintowaną. Do karabinierów przyjmowano najlepszych strzelców. Zadaniem karabinierów było prowadzenie ognia na dalszych dystansach.
Powstańcy z reguły broń gwintowaną nazywali sztućcami (sztucerami). Często we wspomnieniach z epoki pojawia się informacja, że powstańcy byli uzbrojeni w sztucery belgijskie, co nie zawsze było zgodne z prawdą. W rzeczywistości na wyposażeniu powstańców była broń gwintowana rozmaitego typu i kalibru. Często w oddziałach pojawiały się austriackie karabiny Lorenz, czy zdobyczne karabiny rosyjskie. Można też było spotkać angielskie karabiny Minie wz. 1851 i angielskie karabiny Enfield 1853. Używano też karabinów francuskich, szwajcarskich i pruskich.